# Meridian (Nowy Jork)
Meridian – wieś w Stanach Zjednoczonych, w stanie Nowy Jork, w hrabstwie Cayuga.